# クリミアのアイ＝ペトリ
『クリミアのアイ＝ペトリ』（露: Ай-Петри. Крым, 英: Ai-Petri. Crimea）は、ウクライナ出身のロシア人画家アルヒープ・クインジが描いた絵画である。1898年から1908年の間に描かれたとされるが、正確な製作年は明らかになっていない。
『アイ＝ペトリ、クリミア』、『クリミアのアイ＝ペトリ山』とも表記される。サンクトペテルブルクのロシア美術館に所蔵されている。

## 概要
本作は、クリミア山脈に位置し、1234メートルの標高をもつアイ・ペトリ山を、海の側から描き出したもので、風景画に分類される。クインジの後期の作品である。縦39センチメートル、横53センチメートルの大きさをもつ。作品には、クインジによるサインはない。
クインジは、ウクライナ南部のクリミアの地を数回訪問しており、1886年には、同地に土地を購入している。クインジが亡くなった後、本作は、彼の故郷であるマリウポリにある美術館に寄贈されることが決定したが、第一次世界大戦が勃発したために、寄贈は取り止めになった。1930年、ロシア美術館に寄贈される。

## 盗難
2019年1月27日、クインジの特別展のためにモスクワのトレチャコフ美術館に展示されていた本作が、開館時間中に、美術館のスタッフのような服装をして入館してきた男によって持ち去られる盗難事件が発生した。
多くの入館客がいる中で、男が壁に掛けられていた作品を取り外し、その場を立ち去る様子が、防犯カメラに映されていた。作品には、アラーム機能が装備されていなかった。男は、額縁から外した作品を館外に持ち出している。男が、あたかも美術館のスタッフであるかのように自然に持ち去ったために、入館客やスタッフが不審に思わなかったことで、犯罪が成立したとの見方がある。翌28日に、拘束された男が自供した通りに、美術館の近くにある建設現場で、無傷の状態で作品が発見・回収された。